# Библиотекарь 2: Возвращение в Копи Царя Соломона
«Библиотекарь 2: Возвращение в Копи Царя Соломона» (англ. Return to King Solomon’s Mines) — фильм студии TNT, вторая часть трилогии о Библиотекаре. Режиссёром этого фильма, в отличие от предыдущего, стал Джонатан Фрейкс. В главной роли Ноа Уайли. Премьера в мире состоялась 3 декабря 2006 года.

## Сюжет
Флинн Карсен продолжает работать в библиотеке, охраняя древние магические ценности. На его день рождения приезжает дядя Джерри, старый друг его отца. В прошлом он был влюблён в мать Флинна. Флинн вспоминает отца и истории, которые он ему рассказывал — о смеющихся скалах, перевернутых долинах. У Флинна также остался масонский медальон — символ их семьи.
Однажды ему присылают из Каира, Египет, странную посылку — свиток, на котором изображены странные иероглифы. В его доме кто-то устраивает погром и нападает на него. Очнувшись, Флинн понимает, что свиток исчез. Он узнает, что это была карта, указывающая путь к копям царя Соломона и книге — Ключу Соломона. В своих поисках он направляется в Касабланку.
Там он встречает женщину-археолога Эмили. Она очень интересуется царицей Савской. Он рассказывает ей о копях, но она не верит в мифы. Они находят тайную комнату, а в ней часть карты. Там на них нападает страж гробницы, но признает во Флинне одного из союзников благодаря отцовскому медальону древних масонов. Он говорит, что вторая половина карты находится в провинции Геди. На них нападают люди, которые тоже охотятся за копями.
На сафари они двигаются к провинции, но сходят по дороге. Один из бандитов, угрожая стражу убить его семью, заставляет его рассказать местоположение второй части карты.
В Вайжире Эмили и Флинн спасают одного из аборигенов Джомо. Он ведёт их в Геди. Во время пересечения реки их чуть не убивают бегемоты, но Джомо спасает их. Они обнаруживают два холма, называемые Савскими грудями. В лавке «Всевидящее око» на них нападают бандиты, но они успевают найти вторую часть карты и сбежать. Дядя Джерри рассказывает Флинну о том, что бандиты — это боевики генерала Самира, и отговаривает его от похода в копи.
Карта указывает Флинну путь к горе Трех Ведьм. Вместе с Эмили Флинн направляется к копям. Преодолевая препятствия, они движутся вперед, и Флинн вспоминает рассказы отца, и понимает, что он был в тех местах раньше.
Наконец они находят копи, дверь к которым открывалась с помощью ключа — медальона Флинна. Там же они находят и книгу. Hо генерал Самир с подручными отбирает её, а главой их группировки оказывается дядя Джерри. Много лет назад он убил отца Флинна, и теперь хочет переписать историю с помощью книги, чтобы мать Флинна вышла замуж за него.
Самир помещает Флинна и Эмили в камеру, которая постепенно наполняется водой. Они почти тонут, но их спасает неожиданно появившийся Джомо. Флинн прерывает Джерри, читающего заклинание, чтоб пробудить древних царей. Он бросает книгу в лаву, и Джерри прыгает вслед за ней.
Флинн и Эмили убегают, копи Соломона рушатся. Флинн отправляется в Нью-Йорк, а Эмили — на раскопки.

## В ролях
| Актёр           | Роль                |
| --------------- | ------------------- |
| Ноа Уайли       | Флинн Карсен        |
| Габриэль Анвар  | Эмили Дэвенпорт     |
| Боб Ньюхарт     | Джадсон             |
| Джейн Куртин    | Шарлин              |
| Олимпия Дукакис | Марджи Карсен       |
| Эрик Авари      | генерал Самир       |
| Хаким Кае-Казим | Джомо               |
| Роберт Фоксуорт | дядя Джерри         |
| Лиза Бреннер    | Дебра               |
| Джонатан Фрейкс | муж Дебры           |
| Питер Батлер    | Ахмед               |
| Зан Маккларнон  | Томми Жёлтый Ястреб |